# 党增龙
党增龙（1963年12月—），陕西富平人，汉族，中国共产党党员。中华人民共和国政治人物、第十三届全国人民代表大会解放军和武警部队代表。

## 生平
中國人民解放軍少將軍銜 丶2018年，党增龙被选为解放军和武警部队出席第十三届全国人民代表大会代表。